# Ploskana tenuis
Ploskana tenuis är en stekelart som beskrevs av Boucek 1976. Ploskana tenuis ingår i släktet Ploskana och familjen puppglanssteklar.
Artens utbredningsområde är:
- Uganda.
- Zimbabwe.

Inga underarter finns listade i Catalogue of Life.